# Маца чистуница
Маца чистуница је дечија песма која се налази у збирци дечије књижевности Детињство, познате српске песникиње Десанке Максимовић.

## Анализа песме
У овој песми , песникиња описује једну мацу која својим репом чисти свој дом поред пећи. Љути се на децу што све ломе и уништавају. Она сматра да је све у нереду, ту је батина гума, љуске ораха, комадићи шећера, татина лулица и зрња грашка. Ту је и аутић, ножица од лутке, глава од пајаца и шиљак од врбе. Она мисли да ако тако буду аљкави пронаћи ће и живог миша..

## О песникињи
Десанка Максимовић је једна од најпознатијих српских песникиња, приповедач, романсијер, писац за децу, академик Српске академије наука и уметности, повремено преводилац, најчешће поезије с руског, словеначког, бугарског и француског језика.
Писала је песме о детињству, љубави, завичају, природи, животу, пролазности, па и смрти.
Поред песмама за младе и одрасле, Десанка Максимови значајна је песникиња за децу. Као и остале песме, и дечије песме садрже велики број песничким слика, а такође су богате стилским фигурама и свака носи лепу поуку. У Десанкиној поезији сва деца једнако уживају у поезији ове песникиње као и одрасли, читајући о темема које су им примереније и које могу да разумију. Управо такве песме налазе се у њеној збирци дечје књижевности „Детињство“.